# Sakarya (provins)

Karta över Turkiet med Sakarya markerat.

Sakarya är en provins i nordvästra Turkiet. Huvudort är Adapazarı. Genom provinsen rinner floden Sakarya, som gett provinsen dess namn. Sakarya omgärdas av ett flertal byar med majsfält. Stora jordbävningar har inträffat i provinsen 1967, 1991 och 1999. I Adapazarı finns även de mindre städerna Ferizli och Söğütlü som gränsar till ett flertal småbyar.
Sakarya en befolkning på 953 181 invånare (2015).